# Lierville
Lierville és un municipi francès, situat al departament de l'Oise i a la regió dels Alts de França. L'any 2007 tenia 226 habitants.

## Demografia

### Població
El 2007 la població de fet de Lierville era de 226 persones. Hi havia 84 famílies de les quals 16 eren unipersonals (16 homes vivint sols), 28 parelles sense fills, 32 parelles amb fills i 8 famílies monoparentals amb fills.
La població ha evolucionat segons el següent gràfic:
Habitants censats

### Habitatges
El 2007 hi havia 95 habitatges, 85 eren l'habitatge principal de la família, 2 eren segones residències i 8 estaven desocupats. 92 eren cases i 3 eren apartaments. Dels 85 habitatges principals, 68 estaven ocupats pels seus propietaris, 10 estaven llogats i ocupats pels llogaters i 7 estaven cedits a títol gratuït; 2 tenien dues cambres, 11 en tenien tres, 21 en tenien quatre i 50 en tenien cinc o més. 66 habitatges disposaven pel capbaix d'una plaça de pàrquing. A 34 habitatges hi havia un automòbil i a 48 n'hi havia dos o més.

### Piràmide de població
La piràmide de població per edats i sexe el 2009 era:
| Homes | Edats   | Dones |
| ----- | ------- | ----- |
| 0     | 95 o +  | 0     |
| 0     | 90 a 94 | 0     |
| 0     | 85 a 89 | 0     |
| 0     | 80 a 84 | 4     |
| 4     | 75 a 79 | 0     |
| 0     | 70 a 74 | 4     |
| 8     | 65 a 69 | 0     |
| 0     | 60 a 64 | 4     |
| 4     | 55 a 59 | 4     |
| 4     | 50 a 54 | 8     |
| 16    | 45 a 49 | 0     |
| 12    | 40 a 44 | 12    |
| 12    | 35 a 39 | 16    |
| 16    | 30 a 34 | 20    |
| 4     | 25 a 29 | 12    |
| 0     | 20 a 24 | 0     |
| 4     | 15 a 19 | 4     |
| 20    | 10 a 14 | 8     |
| 12    | 5 a 9   | 20    |
| 8     | 0 a 4   | 8     |

## Economia
El 2007 la població en edat de treballar era de 145 persones, 115 eren actives i 30 eren inactives. De les 115 persones actives 110 estaven ocupades (64 homes i 46 dones) i 5 estaven aturades (3 homes i 2 dones). De les 30 persones inactives 10 estaven jubilades, 10 estaven estudiant i 10 estaven classificades com a «altres inactius».

### Ingressos
El 2009 a Lierville hi havia 85 unitats fiscals que integraven 244,5 persones, la mediana anual d'ingressos fiscals per persona era de 20.928 €.

### Activitats econòmiques
Dels 12 establiments que hi havia el 2007, 2 eren d'empreses de fabricació d'altres productes industrials, 3 d'empreses de construcció, 1 d'una empresa de comerç i reparació d'automòbils, 1 d'una empresa d'hostatgeria i restauració, 1 d'una empresa immobiliària, 3 d'empreses de serveis i 1 d'una entitat de l'administració pública.
Dels 4 establiments de servei als particulars que hi havia el 2009, 1 era un taller de reparació d'automòbils i de material agrícola, 1 paleta, 1 electricista i 1 restaurant.

## Equipaments sanitaris i escolars
El 2009 hi havia una escola elemental integrada dins d'un grup escolar amb les comunes properes formant una escola dispersa.

## Poblacions més properes
El següent diagrama mostra les poblacions més properes.